# Argento
L'argento è l'elemento chimico nella tavola periodica che ha simbolo Ag (dal latino Argentum) e numero atomico 47.
È il secondo elemento del gruppo 11 del sistema periodico (collocato tra il rame e l'oro); fa quindi parte del blocco d, ed è un elemento di transizione della seconda serie (5° periodo).
È un metallo di transizione tenero, bianco argenteo e dotato della più alta riflettanza tra i metalli, che può venir estesa fino a lunghezze d'onda di 200 nm. L'argento è il migliore conduttore di elettricità e calore fra tutti i metalli, e si trova in natura sia in forma elementare (argento nativo) che sotto forma di composti nei suoi minerali. Si usa nella monetazione, in fotografia e in gioielleria, in cui è protagonista di un'intera branca, l'argenteria, che riguarda coppe, cuccume, vassoi, cornici e posate da tavola. L'argento si fonde ad una temperatura non altissima: 961,8°gradi celsius.

## Caratteristiche
L'argento è un metallo molto duttile e malleabile, cosi tanto che si possono ottenere fogli di appena 30 μm di spessore; è appena più duro dell'oro ed ha una lucentezza metallica bianca che viene accentuata dalla lucidatura. Ha la maggiore conducibilità elettrica tra tutti i metalli, superiore persino a quella del rame, il quale però ha maggiore diffusione per via del minore costo.
L'argento puro, tra i metalli, ha anche la più alta conducibilità termica, il colore più bianco, la maggiore riflettanza nella luce visibile (povera invece nel caso della luce ultravioletta) e la minore resistenza all'urto. Gli alogenuri d'argento sono fotosensibili e l'effetto prodotto su di essi dalla luce è alla base della fotografia analogica (cioè su pellicola e carta chimica).
L'argento è stabile nell'aria pura e nell'acqua pura, ma scurisce quando è esposto all'ozono, all'acido solfidrico o all'aria contenente tracce di composti dello zolfo.
Lo stato di ossidazione di gran lunga più comune dell'argento nei suoi composti è +1.

## Applicazioni
L'argento trova principalmente impiego come metallo prezioso. I suoi alogenuri, in special modo il bromuro d'argento, sono impiegati in fotografia, che ne è l'utilizzo principale in termini di quantità.
Altri possibili utilizzi sono:
- Per produrre contatti ad elevata conduttività in manufatti elettrici ed elettronici, ad esempio i contatti elettrici delle tastiere.
- Per preparare le emulsioni fotografiche, per le quali vengono usati gli alogenuri d'argento: ioduro, bromuro e cloruro.
- Per produrre specchi con una maggiore riflettanza; gli specchi comuni sono fatti con l'alluminio.
- La produzione di monete d'argento, che risale all'VIII secolo a.C.; le parole "argento" e "denaro" sono identiche o molto simili in almeno 14 lingue.
- Per il suo splendore viene usato per produrre articoli di gioielleria e set di posate e articoli da tavola (l'argenteria), prodotti tradizionalmente con l'argento sterling, una lega che contiene il 92,5% di argento.
- Per la sua malleabilità e la sua non tossicità si usa in lega con altri metalli in odontoiatria.
- Per le sue proprietà catalitiche, trova uso come catalizzatore in molte reazioni di ossidazione, ad esempio nella produzione di formaldeide dal metanolo.
- Nella produzione di batterie a lunga durata argento-zinco e argento-cadmio.
- Il fulminato d'argento è un esplosivo.
- Il cloruro d'argento può essere reso trasparente e venire impiegato come cemento per il vetro.
- Lo ioduro d'argento è usato per seminare le nubi per produrre la pioggia.
- L'argento è anche un additivo alimentare (E 174), usato come colorante in particolare per caramelle e confetti rivestiti di zucchero, per ottenere un colore metallico.
- Sono in commercio pastiglie agli ioni d'argento, utilizzate, ad esempio, per la disinfezione dell'acqua in campeggio.

## Storia
L'argento è noto fin dall'antichità. Il termine deriva dal latino argentum e dal greco αργύριον, legati ad αργός "splendente, candido, bianco". 
È menzionato già in testi in scrittura cuneiforme del III millennio a.C., nel libro della Genesi, e l'analisi di resti nei siti archeologici dell'Asia minore, delle isole dell'Egeo e del Vicino Oriente, indica che l'argento già nel IV millennio a.C. veniva separato dal piombo, e che erano note le tecniche di cesello, sbalzo e agemina rimaste sino all'età moderna. 
Per millenni l'argento è stato usato come ornamento e come materiale per utensili come nel periodo degli Incas nell'antico Perù, come merce di scambio e come base per molti sistemi monetari. È stato a lungo considerato il secondo metallo più prezioso, dopo l'oro. 
Nel Buddhismo è il secondo dei sette tesori e simboleggia la virtù.

Il simbolo della luna crescente, associato all'argento dagli alchimisti.

In molte teologie e cosmogonie, l'argento è associato alla Luna e a divinità lunari e femminili.
Benché chimicamente i due elementi non siano correlati, nell'antichità il mercurio veniva considerato come una specie particolare di argento – da cui il nome tradizionale di argento vivo ed il suo nome latino hydrargyrium (argento liquido).
In araldica il colore argento è uno dei due metalli più comuni (assieme all’oro); è cromaticamente rappresentato bianco e come motivo di riempimento (quando uno stemma viene disegnato con la penna) come una superficie liscia, vuota da riempimento (mentre ad esempio il rosso si fa con linee verticali e l’oro con un campo di punti). Simboleggia la borghesia imprenditoriale poiché scintillante, prezioso ma corrompibile se non curato, e materiale di cui erano fatti i soldi di medio valore.

Produzione mondiale di argento a partire dal 1900

Il valore dell'argento subì un brusco calo quando la scoperta di giacimenti in America Latina (tranne il Perù che aveva già una cultura avanzata dei metalli preziosi) come le miniere di Zacatecas e Potosí, portò ad un'inflazione del metallo. L'argento dà il nome ad una nazione, l'Argentina, ed al suo principale fiume, il Río de la Plata – dal suo nome spagnolo, plata. Nel corso del XIX secolo l'oro iniziò ad essere demonetizzato mentre l'argento seguirà il medesimo destino nel secolo successivo. Mentre l'oro anche oggi resta però in parte nei forzieri delle banche centrali l'argento fu man mano completamente liquidato in seguito alla fine del bimetallismo.
Questa immensa quantità d'argento "liberata" dalle funzioni monetarie ha causato fino a tempi recentissimi una grande disponibilità di metallo, nonostante la produzione mineraria fosse di gran lunga inferiore ai consumi. La quantità di argento disponibile sulla crosta terrestre è di 0,0800 ppm (g/t), superiore di 20 volte a quella dell'oro, che è 0,0040 ppm (g/t), e superiore anche a quella del platino che è 0,0100 ppm (g/t); la potenzialità di estrazione dalle miniere per l'argento è di circa 547 milioni di once troy all'anno, contro 82 milioni di once troy dell'oro e 5 milioni di once troy del platino. Per questi motivi e anche per i costi di estrazione enormemente superiori per l'oro, l'argento ha e avrà sempre un valore nettamente inferiore rispetto ad altri metalli preziosi. Da valutare per un investimento il rapporto oro/argento: dal 1344 fino verso al 1830 ha sempre avuto un rapporto quasi fisso di circa 1 a 16, verso fine Ottocento ha cominciato a perdere valore nei confronti dell'oro fino a toccare il record di 1 parte di oro pari a 153 parti d'argento nel 1939. Successivamente il suo valore è risalito fino a 1 a 28 nel 1971 e poi a ricominciato a perdere arrivando al rapporto 1 a 110 nel 1992.
Dal 2008 il rapporto (molto volatile) si sta mantenendo nei limiti di un intervallo fra 1 a 46 e 1 a 93. Calcolando l'inflazione e ragionando in termini odierni (2008) l'argento ha avuto il suo valore massimo nel 1477 con un prezzo di 1040 $ all'oncia troy, poi è iniziata la discesa che ha portato il prezzo ai minimi nel 1993 a 3,53 $ per oncia troy. Dal 2004 il prezzo dell'argento ha ripreso a salire arrivando a superare i 29 $ l'oncia alla fine del 2010. In ogni caso chi avesse investito in argento nel 1477 si troverebbe ai giorni nostri con una perdita reale superiore al 90%; ciò nonostante l'argento è considerato un bene rifugio. Infatti ben peggio hanno fatto le varie banconote cartacee il cui valore non è intrinseco (come nel caso delle monete metalliche), ma attribuito dallo stato come titoli di credito al portatore; quando andarono fuori corso il valore fu totalmente annullato. Inoltre la perdita di valore dell'argento nei secoli è avvenuta in modo lento e graduale e non improvvisamente come è avvenuto sempre per la carta-moneta, i cui possessori subirono gravissime perdite.

## Disponibilità

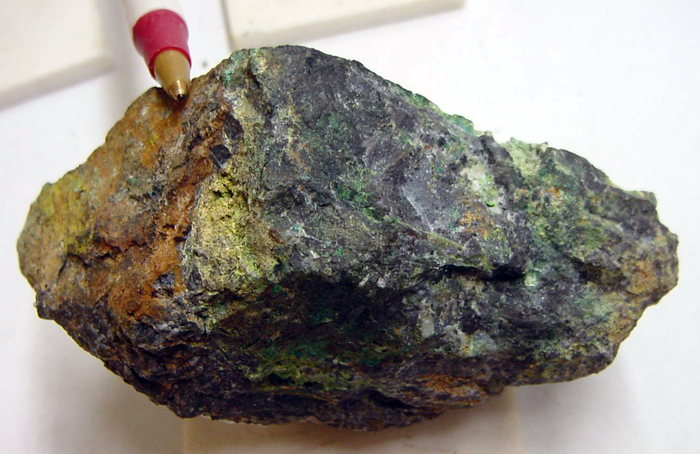
Campione di argentite, minerale in cui è presente argento.

L'argento si trova in natura sia allo stato nativo che combinato in composti con lo zolfo, l'arsenico, l'antimonio o il cloro in svariati minerali (ad esempio, l'argentite, Ag2S, o l'argentopirite, AgFe2S3).
Giacimenti d'argento si trovano in Canada, Australia e negli Stati Uniti ma la massima produzione negli ultimi due secoli si è avuta in Messico dalla miniera di Guanajuato. Il Messico risulta il principale produttore di argento al mondo, con 186.2 milioni di once prodotte nel 2016, seguito da Perù e Cina. Ad Aspen, nel Colorado, è stato estratto un blocco di 380 kg, e vanno segnalati anche, per la loro bellezza, i cristalli di Kongsberg, in Norvegia. In Italia l'argento è stato estratto in Calabria, a Longobucco e in Sardegna in vari giacimenti, nel Sarrabus, nel Sassarese, e soprattutto nell'Iglesiente, dove la galena argentifera era estratta e lavorata a tal scopo sin dal Medioevo (Villa di Chiesa in epoca di dominazione pisana, Monteponi Iglesias ed altre a partire dall'epoca Sabauda).
Oltre che dai minerali, l'argento si ottiene anche dalla raffinazione elettrolitica del rame.

L'argento di grado commerciale è puro al 99,9%, sono disponibili gradi di purezza fino al 99,999%.
| I maggiori produttori di argento nel 2019 | I maggiori produttori di argento nel 2019 | I maggiori produttori di argento nel 2019 |
| Posizione                                 | Paese                                     | Produzione (tonnellate)                   |
| ----------------------------------------- | ----------------------------------------- | ----------------------------------------- |
| 1                                         | Messico                                   | 5920                                      |
| 2                                         | Perù                                      | 3860                                      |
| 3                                         | Cina                                      | 3440                                      |
| 4                                         | Russia                                    | 2000                                      |
| 5                                         | Polonia                                   | 1470                                      |
| 6                                         | Cile                                      | 1350                                      |
| 7                                         | Australia                                 | 1330                                      |
| 8                                         | Bolivia                                   | 1160                                      |
| 9                                         | Argentina                                 | 1080                                      |
| 10                                        | Stati Uniti                               | 977                                       |

### Mercato dell'argento
Il Silver Futures è il contratto futures con cui si scambia l'argento sui mercati finanziari.

#### Fattori
Il prezzo del l'argento è influenzato dai seguenti fattori:
- Domanda ed offerta globale: Come i prezzi dell'argento sono guidati dal ciclo della domanda e dell'offerta di argento I prezzi dell'argento sono anche esposti a una maggiore fluttuazione nell'uso commerciale e al dettaglio. Con migliaia di casi d'uso pratici e una presenza costante come metallo alla moda, il prezzo dell'argento è soggetto a un'ampia influenza economica. Questo è previsto con le complesse catene di approvvigionamento a cui è legato l'argento. Alcuni usi comuni dell'argento includono prodotti come stoviglie, leghe, batterie, gioielli e molto altro. Anche gli altri metalli con cui viene estratta la maggior parte dell'argento come sottoprodotto hanno i propri cicli di domanda e offerta. L'argento è un attore chiave nell'economia collettiva dei metalli. Il punto chiave è che il prezzo dell'argento è determinato da una serie di fattori che influiscono su quanto viene estratto. Quindi, una volta che i minerali sono stati lavorati e l'argento purificato, entrano nell'economia in un modo controllato da organizzazioni private e pubbliche con potere di regolamentazione sui volumi di offerta eccessiva. Ad esempio, forti piogge possono causare inondazioni nelle miniere, il caldo estremo può surriscaldare i macchinari e le frane sono comuni anche nelle regioni rocciose. Quindi, i tiratori dell'economia dei metalli preziosi regolano l'offerta per soddisfare le condizioni di mercato nei mercati dei consumatori commerciali e al dettaglio. È così che nasce un prezzo spot d'argento: il prezzo per oncia nel grafico sopra.
- Rottami d'argento: I rottami metallici d'argento possono svolgere un ruolo importante nel determinare l'offerta di argento sul mercato e, quindi, il suo prezzo. Storicamente, una fonte di rottami metallici era l'industria della fotografia. Tuttavia, con l'avvento della fotografia digitale, l'argento ora gioca un ruolo minore nel settore. I rivenditori di rottami riciclano grandi quantità di pellicole fotografiche per il loro contenuto di argento. Allo stesso modo, gioielli e argenteria possono essere una fonte di rottami d'argento. Con l'aumento dei prezzi dell'argento, sul mercato arriva una maggiore quantità di rottame, il che può mettere un limite ai prezzi.
- criptovalute: Poiché le persone spesso considerano Bitcoin l'"alternativa all'oro digitale", è in qualche modo un concorrente dell'argento. Con il senno di poi, qualsiasi risorsa utilizzata come riserva di valore può attirare il denaro degli speculatori che altrimenti potrebbe confluire in argento. Ethereum una volta era ancorato come "argento" all'"oro" di Bitcoin. Tali convinzioni possono davvero causare movimenti di vendita al dettaglio di massa nel mercato, e quindi il denaro gocciola via dall'argento. Sebbene tali guerre di speculazione non si traducano in enormi oscillazioni dei prezzi, possono esserci interessanti correlazioni tra i prezzi dell'argento e la direzione generale del mercato delle criptovalute.
- Mercato dell'oro: Prezzi dell'oro Storicamente, i prezzi dell'argento e dell'oro mostrano una forte relazione positiva. Molti trader prestano molta attenzione al rapporto oro-argento e utilizzano i movimenti in questo rapporto come segnale per acquistare o vendere una merce o l'altra.

## Isotopi
L'argento che si trova in natura si compone di due isotopi stabili: 107Ag e 109Ag, di cui il primo è il più abbondante (51,839%).
Dell'argento sono stati individuati 28 isotopi radioattivi, i più stabili di essi sono 105Ag, con un'emivita di 41,29 giorni, 111Ag (7,45 giorni) e 112Ag (3,13 ore).
Tutti gli altri hanno tempi di dimezzamento inferiori all'ora e la maggior parte di essi inferiore a 3 minuti. Questo elemento ha anche numerosi stati metastabili, i più stabili dei quali sono 128Ag (emivita: 418 anni), 110Ag (249,79 giorni) e 107Ag (8,28 giorni).
Gli isotopi dell'argento hanno numeri di massa compresi tra 94 (94Ag) ai 124 (124Ag). La principale modalità di decadimento degli isotopi più leggeri di 107Ag è la cattura elettronica con conversione in palladio, mentre per gli isotopi più pesanti è il decadimento beta con conversione in cadmio.
L'isotopo 107Pd decade con emissione di raggi beta a 107Ag con un'emivita di 6,5 milioni di anni. Le meteoriti di ferro sono gli unici corpi aventi un rapporto palladio/argento sufficientemente alto per poter produrre variazioni misurabili dell'abbondanza di 107Ag. L'argento-107 di fonte radiogenica è stato individuato per la prima volta nel 1978 nella meteorite di Santa Clara, in California.

Gli scopritori hanno suggerito che la coalescenza e la differenziazione dei piccoli pianeti con nucleo di ferro sia avvenuta 10 milioni di anni fa dopo un evento nucleosintetico. La correlazione tra 107Ag e 107Pd osservata in corpi celesti che erano fusi durante l'accrezione del sistema solare riflette la presenza di nuclidi instabili nel sistema solare primordiale.

## Titolo dell'argento

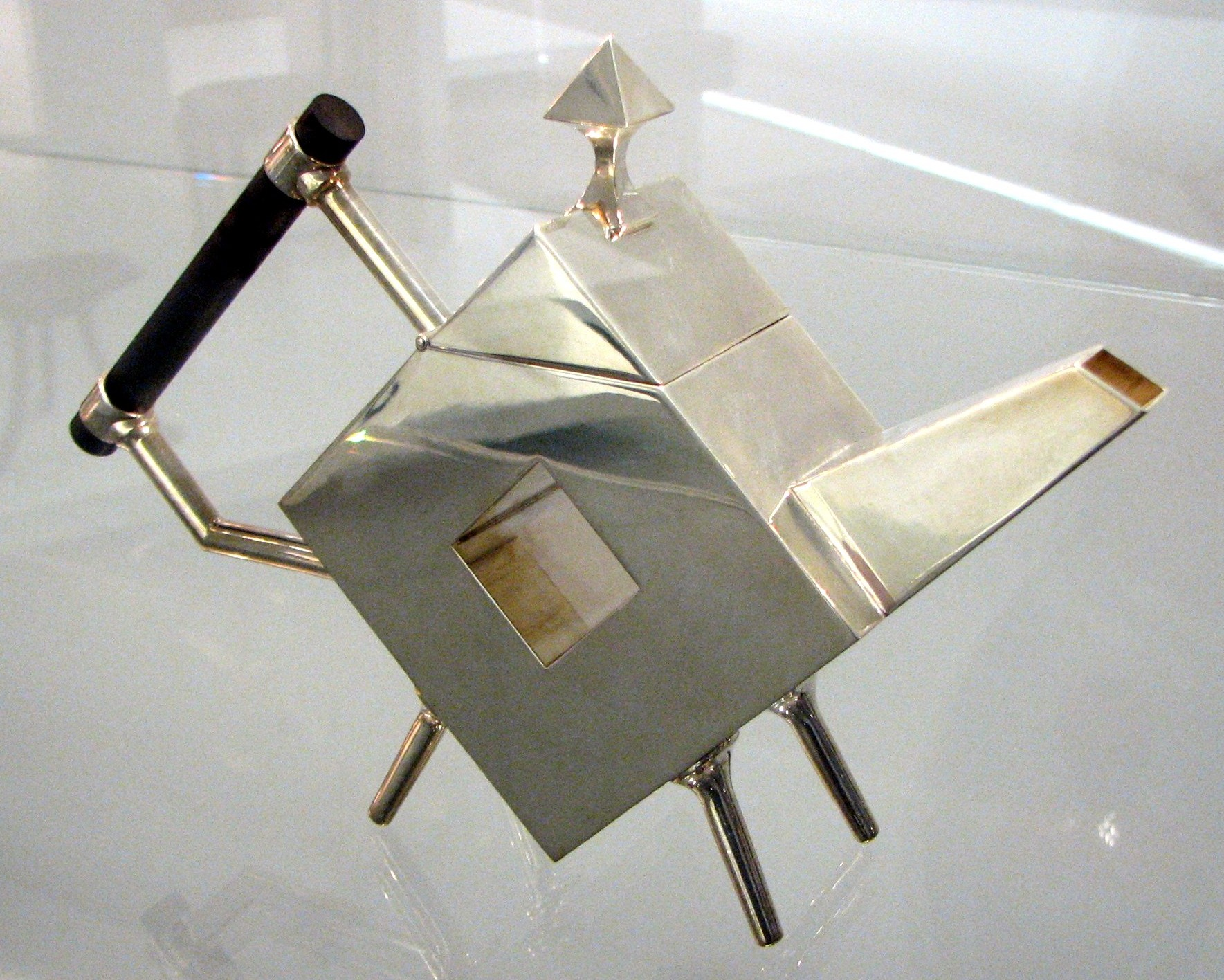
Una teiera in argento 925/1000 risalente al 1879.

Per "titolo" si intende la percentuale minima di argento puro presente nella lega metallica che compone un oggetto. In virtù della bellezza e lucentezza di questo metallo prezioso, sin dai tempi antichi, è stato utilizzato per monete, posate, vasellame, monili e altro. I lingotti d'argento che sono in commercio hanno normalmente titolo 999/1000, la lega è composta cioè del 99,9% d'argento puro. La maggior parte di gioielli e di oggetti per la casa hanno invece titolo 800, 835 e 925. Questi numeri indicano la percentuale minima di argento puro che, combinato con altri metalli, compone l'oggetto.
L'argento marchiato o punzonato 925, che in inglese è definito Sterling Silver, indica una composizione garantita di 925 parti minime di argento e 75 massime di qualsiasi altro metallo. In genere la componente in rame è preponderante tra gli altri metalli usati. Per particolari lavorazioni viene usato nella lega anche lo zinco in percentuali massime dello 0,5%. Il marchio 800 indica una composizione garantita di 800 parti minimo di argento puro e di 200 parti massimo di rame e altri elementi. Il titolo 835 è stato usato per molte monete d'argento, quali le 500 lire con le caravelle coniate dal 1957 dalla Zecca italiana.

## Marchi e punzoni

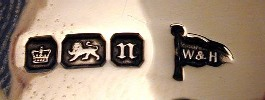
Marchi riportati su un manufatto in argento

In ogni paese esiste una disciplina legale sui marchi che devono essere riportati sugli oggetti d'argento a garanzia degli acquirenti. Ad esempio in Inghilterra, già dal 1544 il simbolo dell'argento non è un numero come 800 o 925, ma una figura di leone passante verso sinistra.
In Italia vigevano diversi simboli e sistemi a seconda dei periodi e delle dominazioni e solo a seguito dell'unità d'Italia furono soppressi i vari punzoni degli stati preunitari. Con legge del 2 maggio 1872 fu introdotta una punzonatura di garanzia facoltativa, una testa di donna turrita che, se riportava il numero 1 alla base indicava il titolo 950, con il numero 2 il titolo 900, con il numero 3 il titolo 800.
Con legge del 5 febbraio 1934 vengono imposti due punzoni. Il primo, ad esempio 800, racchiuso in un ovale, che indicava il titolo, ed un secondo punzone che doveva contenere il numero dell'argentiere e la provincia, separati da un fascio littorio e racchiusi in una losanga tronca. Nel 1944 viene eliminato il fascio littorio mantenendo invariato il sistema del doppio punzone. Ad esempio un oggetto che ha un punzone con un 800 racchiuso in un ovale affiancato da un secondo punzone che, all'interno di una losanga tronca, contiene la dicitura 1 BO ci dice che l'oggetto è d'argento 800 ed è stato fabbricato dall'argentiere di Bologna che aveva ottenuto il numero 1. Se troviamo i punzoni 925 nell'ovale e 79 PA nella losanga tronca significa che il nostro oggetto è d'argento 925 su 1000 ed è stato fabbricato dall'argentiere 79 di Palermo.
Con legge del 30 gennaio 1968 c'è una lieve modifica del punzone del produttore che da losanga tronca diventa esagono allungato in cui deve comparire una stella (simbolo della Repubblica) il numero e la provincia dell'argentiere. Per esempio <* 79 PA> indica che l'oggetto è stato fabbricato dopo la legge del 1968 ed il decreto attuativo del 1970. Questa punzonatura è quella tuttora vigente. Con legge 22 maggio 1999 è stato introdotto un nuovo punzone per i casi in cui l'argento sia esterno ed a copertura di altro materiale. Immaginiamo un coltello d'argento. Di solito la lama e l'interno del manico sono di acciaio. Quindi l'argento è limitato ad una lamina esterna al manico. L'interno può anche essere riempito di resina o altro materiale. In questo caso il nuovo punzone, una lettera R racchiusa in un quadrato, ci indica che il manico è "riempito" di altro materiale non prezioso. Vicino alla R deve essere indicata la quantità d'argento minima e massima seguita da una g (grammi). Quindi  R  3-5 g sta ad indicare che l'oggetto "riempito" ha da 3 a 5 grammi d'argento. Nulla vieta di aggiungere loghi o simboli dell'argentiere.

## Precauzioni ed effetti sulla salute
Sebbene l'argento abbia, in esperimenti in vitro, mostrato un effetto germicida e battericida, gli effetti dell'argento sulla salute umana possono essere molto deleteri.
I composti dell'argento possono essere assorbiti nel sistema circolatorio e depositarsi in diversi tessuti dell'organismo portando all'argiria. Questa malattia si manifesta, inizialmente, con la comparsa sulla pelle di una colorazione grigio-nera permanente dovuta alla formazione superficiale di Ag e di Ag2S; successivamente insorgono bronchiti croniche, danni renali e sclerosi delle arterie.
Per ingestione orale, l'intossicazione è rapida e provoca in progressione: vomito, dolori addominali, gastroenterite, collasso e morte.
Per esempio, il AgNO3 ha un effetto letale, in un individuo adulto, qualora venga ingerito alla dose di circa 10 g.
Lo ione argento interagisce anche con gli acidi nucleici (DNA, RNA) instaurando legami soprattutto a livello delle basi azotate.
Anche quando l'argento è inalato può provocare seri problemi al corpo umano.
L'argento non ha alcun ruolo negli equilibri biologici degli esseri umani.

## Citazioni letterarie
- Nella narrativa fantastica l'argento risulta il solo mezzo capace di abbattere mostri come i licantropi o i vampiri.